# 松野尾 (新潟市)
松野尾（まつのお）は、新潟県新潟市西蒲区の大字。郵便番号は953-0015。

## 概要
1889年（明治22年）から現在の大字。西川左岸、角田山東麓に位置する。もとは江戸時代から1889年（明治22年）まであった松野尾村の区域の一部。

### 隣接する町字
北から東回り順に、以下の町字と隣接する。
- 西区赤塚
- 平野
- 下山
- 中島
- 下山
- 西汰上
- 仁箇
- 布目
- 稲島
- 松山
- 越前浜
- 西区赤塚
- 西区坂田
- 巻大原

※区域内にある、新保とも隣接。

## 歴史
開発年代は不明。1618年（元和4年）に長岡藩領、1703年（元禄16年）に幕府領となる。

### 年表
- 1889年（明治22年）4月1日 : 合併により松野尾村の大字となる。
- 1955年（昭和30年）1月1日 : 合併により巻町の大字となる。
- 2005年（平成17年）10月10日 : 合併により新潟市の大字となる。
- 2007年（平成19年）4月1日 : 新潟市の政令指定都市移行により、西蒲区の大字となる。

## 世帯数と人口
2018年（平成30年）1月31日現在の世帯数と人口は以下の通りである。
| 大字   | 世帯数  | 人口    |
| ------ | ------- | ------- |
| 松野尾 | 414世帯 | 1,260人 |

## 小・中学校の学区
市立小・中学校に通う場合、学区は以下の通りとなる。
| 番地 | 小学校               | 中学校             |
| ---- | -------------------- | ------------------ |
| 全域 | 新潟市立松野尾小学校 | 新潟市立巻西中学校 |

## 主な企業・施設
- 新潟市立松野尾小学校
- 松野尾簡易郵便局

## 交通

### 道路
- 新潟県道2号新潟寺泊線
- 新潟県道46号新潟中央環状線
- 新潟県道66号白根西川巻線